# 上田町 (大分市)
上田町（うえだまち）は、大分県大分市の地名。現行行政地名は上田町一丁目から上田町三丁目。住居表示実施済区域。

## 地理
大分市の中心部に位置し、北に南太平寺、東に古国府、南に羽屋、南西に羽屋新町、西に二又町と接している。

## 歴史

### 沿革
- 2021年（令和3年）1月16日 - 住居表示を実施に伴い、大字永興、大字羽屋、大字羽屋上田町の各一部（通称:上田町、古国府（各一部））から、上田町一丁目から上田町三丁目を新設[5]。

### 町名の変遷
| 実施後       | 実施年月日               | 実施前（各町名ともその一部）                 | 実施前（各町名ともその一部） |
| 実施後       | 実施年月日               | 公称                                         | 通称                         |
| ------------ | ------------------------ | -------------------------------------------- | ---------------------------- |
| 上田町一丁目 | 2021年（令和3年）1月16日 | 大字永興、大字羽屋、大字羽屋上田町（各一部） | 上田町（一部）               |
| 上田町二丁目 | 2021年（令和3年）1月16日 | 大字羽屋、大字羽屋上田町（各一部）           | 上田町（一部）               |
| 上田町三丁目 | 2021年（令和3年）1月16日 | 大字羽屋、大字羽屋上田町（各一部）           | 上田町、古国府（各一部）     |

## 世帯数と人口
2022年（令和4年）3月31日現在（大分市発表）の世帯数と人口は以下の通りである。
| 丁目         | 世帯数    | 人口    |
| ------------ | --------- | ------- |
| 上田町一丁目 | 480世帯   | 1,050人 |
| 上田町二丁目 | 219世帯   | 422人   |
| 上田町三丁目 | 434世帯   | 1,027人 |
| 計           | 1,133世帯 | 2,499人 |

## 学区
市立小・中学校に通う場合、学区は以下の通りとなる（2022年4月時点）。
| 丁目         | 番・番地等 | 小学校             | 中学校               |
| ------------ | ---------- | ------------------ | -------------------- |
| 上田町一丁目 | 全域       | 大分市立豊府小学校 | 大分市立南大分中学校 |
| 上田町二丁目 | 全域       | 大分市立豊府小学校 | 大分市立南大分中学校 |
| 上田町三丁目 | 全域       | 大分市立豊府小学校 | 大分市立南大分中学校 |

## 交通
- 国道210号

## 施設
- 大分市立豊府小学校

## その他

### 日本郵便
- 郵便番号 : 870-0886[2]（集配局 : 大分中央郵便局[7]）。